# Dragon Ball Z: La batalla de los dioses
Dragon Ball Z: La batalla de los dioses (ドラゴンボールZ 神と神 Dragon Ball Z: Kami to Kami?, tdl. "Dragon Ball Z: Dios y Dios"); conocida también por su título alternativo en inglés: "Dragon Ball Z: Battle of Gods" es la decimocuarta película de anime de Dragon Ball Z y la decimoctava de la franquicia Dragon Ball. Es una adaptación de Akira Toriyama producida por Toei Animation, y distribuida por Toei Company y 20th Century Fox. Originalmente estaba dicho su estreno para el 14 de diciembre de 2012, debido a problemas en Japón, decidieron estrenarlo el 30 de marzo de 2013, y se hicieron preestrenos para algunas cuantas personas, seguramente con un anuncio antes de la función en los cines de Japón. El 22 de marzo de 2014 se estrenó en Japón la versión extendida de la película.
Dragon Ball Z Battle of Gods es la primera película japonesa en proyectarse en Ultra Alta Definición y con la tecnología IMAX solamente en Japón, además de también ser la primera película de la franquicia bajo la supervisión de Akira Toriyama, a diferencia de las películas clásicas de la misma.[cita requerida]

## Argumento
Beerus, el Dios de la Destrucción, es despertado de un largo sueño por su asistente Whis. Mientras revisa el estado actual del universo, se sorprende al saber que Freezer fue derrotado por un Saiyajin llamado Son Goku. Recuerda que treinta y nueve años antes, el Pez Oráculo predijo que un poderoso oponente aparecería ante Beerus llamado el Super Saiyajin Dios. Intrigado por el desafío potencial, Beerus luego rastrea a Son Goku hasta el planeta de Kaiosama. Son Goku desafía con entusiasmo a Beerus a una pelea y, a pesar de encender el Super Saiyajin 3, es derrotado sin esfuerzo. Decepcionado, Beerus se marcha para buscar a los otros Saiyajins.
En la Tierra, la fiesta de cumpleaños de Bulma es interrumpida por la llegada de Beerus. Vegeta, consciente del poder del Dios de la Destrucción, deja a un lado su orgullo para apaciguarlo, quien junto con Whis, pronto ambos desarrollan una curiosidad por la cocina de la Tierra. Mientras la fiesta continúa, la Pandilla de Pilaf intenta (y falla) infiltrarse en la fiesta para robar las Dragon Balls, y se revela inadvertidamente que Videl está embarazada del hijo de Son Gohan. A medida que la celebración continúa, Beerus pronto es provocado por Majin Buu, quien se niega a compartir el pudín. Beerus ataca a Buu y decide destruir la Tierra cuando la Androide 18, Ten Shin Han, Piccolo y Son Gohan intentan luchar contra Beerus, pero todos son derrotados rápidamente. Vegeta intenta a regañadientes luchar contra Beerus al igual que Son Goten y Trunks, que se fusionan en Gotenks, pero ambos son derrotados también. Bulma se enoja porque la pelea arruina su fiesta y regaña a Beerus antes de abofetearlo. Cuando Beerus la golpea, Vegeta se enfurece y se transforma en Super Saiyajin 2, a pesar de que ha sido el primero en poder darle batalla a Beerus hasta ahora, sigue siendo derrotado.
Mientras Beerus se prepara para destruir el planeta, Son Goku llega y le pide a Beerus más tiempo para aprender sobre el Super Saiyajin Dios. Usando las Dragon Balls, convocan a Shen Long y el dragón les revela que necesitan el poder de seis Saiyajin de corazón puro para que uno de ellos alcance la transformación. Gracias al poder de Son Goku, Vegeta, Son Gohan, Trunks, Son Goten y el feto de Videl canalizando su energía juntos, Son Goku asciende al nivel de Super Saiyajin Dios. Se enfrenta a Beerus y se involucran en una intensa batalla. La forma le da a Son Goku el poder de resistir a Beerus, pero vuelve a su forma regular de Super Saiyajin debido a su aparente límite de tiempo. Sin embargo, adquiere el ki divino de la transformación que le permite retener parte del poder en su lucha contra Beerus, quien finalmente decide usar un ataque de energía masiva para poner realmente a prueba a Son Goku. Son Goku lucha por detener la esfera de energía, pero después de lamentarse por la posible muerte de sus seres queridos, puede absorber el ataque y transformarse brevemente en un Super Saiyajin Dios una vez más. Sin embargo, Son Goku está abrumado por el agotamiento y, a sugerencia de Beerus, finalmente admite la derrota. Beerus reconoce el esfuerzo de Son Goku y revela que fue la segunda persona más fuerte con la que había luchado, después de Whis, quien también es su maestro de artes marciales y es incluso más fuerte que él. Son Goku también se entera de que hay otros universos con otros Dioses de la Destrucción. Beerus decide no destruir la Tierra y se marcha con Whis después de despedirse de Son Goku y sus amigos, quienes regresan a la fiesta de cumpleaños de Bulma.

## Producción e historia
La película fue dirigida por Masahiro Hosoda, y escrita por Yusuke Watanabe, con Tadayoshi Yamamuro que actuó como director de animación.
Es la primera película de Dragon Ball en 17 años en tener un lanzamiento en cines, siendo la última película Saikyō e no michi, hecha en 1996, que siguió a las tres primeras películas de Dragon Ball y las trece películas de Dragon Ball Z.
Esta película fue anunciada por primera vez en julio de 2012, en la edición número 33 de Weekly Shonen Jump. A principios de julio, el sitio web oficial de la revista ya había abierto una "D" con una cuenta atrás para una "sorpresa" el sábado, 14 de julio, fecha de lanzamiento de la edición 33.ª El 14 de julio, el sitio cuenta atrás y los sitios web oficiales fueron cambiados para revelar alguna información de menor importancia de la próxima película, incluyendo la fecha de estreno, la información personal y las empresas implicadas en la producción (Fox International Producciones Japón, Shueisha, Fuji TV, Toei Animation, Bandai, Bandai Namco Games, y Bird Studio). El lema de la película es "The Strongest (el más fuerte)", comenzando (最强,始动, Saikyō, Shido ), seguido de "esperada desde hace mucho tiempo por toda la humanidad. Hacia un entusiasmo sin precedentes".
El sitio web oficial también anunció un comentario por Akira Toriyama sobre la película impresa en Weekly Shonen Jump #33. A diferencia de la serie como tal, señala que el creador de la adaptación marcará la primera vez que ha sido tan profundamente involucrados en la producción de un anime, en este caso tan pronto como las etapas de escritura de guiones. Toriyama también dice que escribió el guion pensándolo «como si la serializacion del manga continuara», y que la película va a mantener la atmósfera de la original, mientras que la adición de pequeñas cantidades de un "toque moderno".

### Mensaje por parte de Akira Toriyama
"En realidad, es la primera vez que he estado profundamente involucrado en la producción de animación desde la escritura del guion. Debido al tiempo que ha pasado, se me han olvidado algunas cosas, pero como se esperaría del autor original, he sido capaz de retomar el ritmo. Esta película tendrá la atmósfera original, añadiendo un poco de sabor moderno, así que creo que será una fuente de entretenimiento maravilloso, como en los viejos tiempos"
Acerca de su relación con Dragon Ball Z: Battle of Gods, julio 2012.

### Mensaje por parte de Toei Animation
"El fenómeno mundial Dragon Ball está siendo hecho película utilizando la última tecnología de TOEI Animation, con una realización consistente con el trabajo de Toriyama, contando con el propio Akira Toriyama, el autor original, profundamente involucrado desde el guion por primera vez. Un episodio ubicado entre las series animadas "Z" y "GT"; en otras palabras ubicado en la década en blanco entre los capítulos 517 y 518 del manga, será representado por primera vez”

"Incluso los ya conocidos y encantadores personajes como Krilin, Piccoro y Vegeta tendrán una aparición. Un nuevo relato en la historia oficial de Dragon Ball ha nacido, sin ser un spin-off o una side-story, que puede ser disfrutada tanto por niños y padres, fans del manga y fans del anime”
Comunicado de Toei Animation Press para la película - 17 de julio 2012.

## Avances y promoción
El 21 de julio de 2012, un avance fue anunciando la película fue presentada en la Jump Festa 2012: la cámara se mueve a través de una zona rocosa hacia Gokū, que está de pie en una montaña rocosa. Al final, un cierre en el rostro de Gokū le muestra sonriente.
El 11 de diciembre de 2012 se subió a la página de Sapporo TV un segundo avance que mostraba con más detalle a los personajes de la película. El 22 de diciembre en el marco de la Jump Festa 2013 se mostró el segundo avance de la película y a las pocas horas fue subido a la página web oficial de la película.
En la edición de la Saikyo Jump de abril, la artista Naho Oohishi (autora del manga spin-off Dragon Ball SD) lanzó un mini-manga de 12 páginas al estilo SD adaptando hasta la parte en la que Vegeta ve a Beerus en la Tierra.

## Financiación
La financiación de esta película fue de ¥ 50 millones ($636,000 USD aproximadamente) recibida por Toei de la Agencia de Asuntos Culturales (Bunka-cho) como parte de la organización no lucrativa Unijapan bajo el "Programa de Certificación de Co-producción". Esta fue la única película de animación en recibir tal honor debido a su "perdurable popularidad internacional" y su colaboración con Fox Productions. Durante la 30.ª Feria del premio, que tuvo lugar en Tokio el 7 de noviembre de 2012, Bandai mostró algunas de sus nuevas cifras Dragon Ball invierno de 2012, así como su línea de figuras mundiales coleccionables. Esta última es un conjunto de ocho figuras del orden de 7 cm de alto que cubre personajes que hacen su aparición en la película de 2013. Junto con Son Gokū y Vegeta, los tres miembros de la banda de Pilaf estaban entre las cifras reveladas.

## Doblaje al español

### Doblaje en Hispanoamérica
En cuanto se anunció que habría una nueva película de Dragon Ball Z luego de 17 años, en julio de 2012, la euforia no demoró en apoderarse entre los fanes de Latinoamérica que tras lo ocurrido en Dragon Ball Z Kai, empezaron a hacer campañas en redes sociales para que la nueva cinta fuera doblada con el elenco original, cuando aún era incierto el futuro de la cinta en Hispanoamérica. Finalmente, en mayo de 2013 Diamonds Films anunció que 20th Century Fox la había designado como encargada de distribuir la película en los cines de Latinoamérica. Inmediatamente, los seguidores empezaron a saturar a la empresa con peticiones para el doblaje.
El 28 de junio Yamil Atala comentó en una entrevista a un radio en línea que ese mismo día había recibido una llamado de un estudio para doblar a Pilaf, en el cual no trabajaba de hace años y que empezarían las grabaciones para finales de julio o a principio de agosto. Ese estudio era New Art Dub, más conocido anteriormente como “Estrellita” que tuvo conflictos con varios actores tras la huelga de la ANDA del año 2005, y en el que varios fueron vetados, entre ellos, René García, Patricia Acevedo y Laura Torres. Una semana después, Ismael Larumbe anunció en su cuenta de Facebook, que también había sido invitado para doblar a Ten Shin Han y que había aceptado. El 10 de julio Mario Castañeda, René García, Gaby Willer, Carlos Segundo Bravo, Luis Alfonso Mendoza (†) y Eduardo Garza anunciaron en sus respectivas cuentas de Twitter y Facebook, que ya habían sido contactados por Diamond Films. Al día siguiente, la distribuidora confirmó a Eduardo Garza que sería el director del doblaje y Jesús Vallejo el traductor, y al otro día, Eduardo anunció que también doblaría a Krilin.
Mientras pasaban los días, se siguieron confirmando la participación de varios actores en la película como Ricardo Mendoza para Yamcha y Gaby Willer como Trunks. Tras la confirmación de la última, muchos empezaron a preguntarse “¿Qué pasaba con Laura Torres?”, quién hacía a Son Goten, y también, las voces de Son Gokū y Son Gohan de niños en Dragon Ball, hasta que su esposo confirmó que no había sido contactada. La presión a Diamond aumentó para pedir a todo el elenco, en especial a Laura Torres, y para disminuirlo, la distribuidora anunció el 23 de julio, la participación de Mario Castañeda como Son Gokū y de René García como Vegeta, bajando enormemente el interés de muchos fanes en exigir al resto al elenco.
Tampoco llamaron a Genaro Vásquez, quién interpretaba la voz del Supremo Kaio-Sama, por encontrarse en Canadá, pese a que el actor comentó que contaba con un Source-Connect (un Plug in que conecta un micrófono a los estudios a larga distancia) con el que ha grabado para diferentes países. Pero debido a la confidencialidad del material, se optó por reemplazarlo. En cambio, Ricardo Hill, rechazó dos veces el papel de su personaje Kaio-Sama al no llegar a un acuerdo económico. Mientras, se estaban realizando pruebas de voz para Kaio-Sama, el Maestro Roshi (ya que Jesús Colín había fallecido en 2011), Son Goten, y los antagonistas de esta cinta: Beerus y Wiss. Héctor Lee fue a hacer casting para el Maestro Roshi, pero el cliente le pidió que hiciera prueba de voz también para Kaio-Sama dejándolo con este último papel, mintiéndole con respeto a la no participación de Hill, argumentando que tenía mucho trabajo como comediante. Por otra parte, Diamond Films y New Art Dub seguían contactando al resto del elenco de los cuales tuvieron que firmar un contrato de confidencialidad que no les permitía hablar del tema hasta que fueran autorizados o una vez que se hubiera estrenado la película.
Tras la demanda de los seguidores de este anime, Diamond Films hizo entrega a New Art Dub, una imagen con el reparto de todos los actores pedidos por los fanes; el estudio les dijo a quienes podía contactar y a quienes no, entre ellos, estaba Laura Torres, vetada después de la huelga de la ANDA del 2005 y en la que ella fue una de sus representantes sindicales en compañía de Alfonso Obregón y Rebeca Patiño (aun así llamaron a René García y Patricia Acevedo quienes participaron en dicha huelga también). Se inventaron varios pretextos para no llamarla: que estaba retirada, que estaba vetada de todos los estudios de doblaje y hasta incluso, que estaba muerta. Magdalena Questa, productora ejecutiva de doblajes y gerente de New Art Dub y una de las principales causales responsables de que no participara Laura Torres, recibió ataques por algunos fanes, que llegaron a insultarla, y hasta hacerle amenazas de muerte.
Por otro lado, se seguía confirmando la participación de Luis Alfonso Mendoza (†) Son Gohan, Mario Sauret como Majin Buu, Ricardo Brust como Mister Satán, Abel Rocha (†) como Shenlong, Rocío Garcel como Bulma, Patricia Acevedo como Milk, Carola Vázquez como Videl –y en un intento desesperado por frenar las publicaciones sobre Laura– anunciaron a los actores que ya habían confirmado antes su participación por cuenta propia o por otros medios, como es el caso de Carlos Segundo, Gaby Willer, Ricardo Mendoza, Ismael Larumbe, Cristina Hernández, Arturo Mercado, Arturo Casanova y José Lavat (†),. Gran sorpresa fue cuando se confirmó que José Luis Orozco sería el encargado de dar voz a Beerus, anunciado por su hijo, Alejandro Orozco, en su cuenta de Twitter.
Se acercaban las fechas de las grabaciones y a raíz de esto, Laura Torres concedió una entrevista a Dubbing Night para explicar las razones del por qué no ha sido llamada por Estrellita y manda un mensaje a Diamond Films para pedirles que le permitan doblar a Son Goten. Se ofreció a doblarlo en otro estudio y hasta hacerlo por gratis por amor a sus fanes. El mensaje fue enviado por los fanes a la misma empresa y a Videocine sin respuesta alguna. Por lo que se decide convocar una manifestación como último recurso –a pedido de unos fanes– en las instalaciones de Diamond Films en México, Argentina, y Chile para el día lunes 12 de agosto, algo que no llegó a concretarse, debido a la baja convocatoria.
Para el día que se tenía contemplado la marcha, Cinemex publicó el tráiler en su página de Facebook doblado al español latino, aparte de salir las voces de Mario Castañeda, René García, José Lavat (†) y José Luis Orozco en sus roles respectivos, se reveló que la voz de Kaio-Sama era la de Héctor Lee (aunque al principio fue negado por el actor por dicho contrato de confidencialidad), la voz del Maestro Roshi era la de Miguel Ángel Sanromán y Wiss era la de Arturo Castañeda, hijo de Mario, y quién fue que lo convenció, cuando era niño, para que aceptara el papel de Son Gokū cuando el personaje creció. Pero la mayor expectación, fue saber quién era la segunda voz de Gotenks que sincronizaba con Gaby Willer, pero la voz de esta actriz estaba superpuesta para que no se lograra diferenciar la de su acompañante, algunos llegaron a decir que era Karina Altamirano (voz de Son Gohan en Dragon Ball Z Kai) y otros, que era la mismísima Laura, pero que estaban guardando la sorpresa cuando se reveló que Norma Echevarría fue quien interpretó a Son Goten.
Finalmente, el domingo 18 de agosto en la TNT, ya habiendo finalizado la grabación del doblaje de la película hace unos días, Laura confirmó que no había sido llamada. La voz de Son Goten se grabó después de finalizar el doblaje oficial, esto debido a que muchas actrices rechazaron el papel por respeto a Laura Torres, y la persona designada no estuvo bajo la dirección de Eduardo Garza, sino del estudio y además no fue incluida en los créditos, por lo que el mismo director desconoce su identidad.
Finalmente con el estreno de la película, se revelaron los créditos del elenco oficial que participó en el doblaje, al finalizar el estreno de la película marco el regreso de René García, Gaby Willer, Carlos Segundo Bravo, Gerardo Reyero, Humberto Vélez, Ricardo Brust, Abel Rocha (†) y Rocío Garcel al estudio New Art Dub. Al mismo tiempo fue uno de los últimos trabajos de Mario Sauret y Arturo Casanova antes de retirase del doblaje.

### Doblaje en España
Los derechos de la película para España fueron adquiridos por Selecta Visión, principal distribuidora de anime del país. Dado el enorme impacto que tuvo la serie original en la cultura popular española, la empresa decidió hacer un esfuerzo especial para el doblaje, no solo al castellano, sino también a los demás idiomas regionales del territorio nacional.
La dirección de la versión en español estuvo a cargo de Mercedes Hoyos, quien además era la actriz de doblaje del personaje de Videl. Se recuperaron la mayoría de actores de voz que doblaron la serie de animación original desde que su doblaje pasó de Barcelona a Sevilla. Pero esta vez se subsanaron casi todas las particularidades de traducción que tuvieron las antiguas versiones dobladas de España como resultado de partir de otras versiones intermediarias diferentes a la japonesa.
El caso más famoso fue el nombre de la técnica Kame Hame Ha. A pesar de que las distintas traducciones al castellano del manga siempre usaron el nombre original, el anime por su parte usó la traducción "onda vital". Selecta Visión decidió abandonar dicha adaptación en favor del nombre en japonés, una directriz que se aplicó también al resto de técnicas de combate nombradas en la cinta. La otra modificación reseñable fue el nombre del personaje de Son Gohan, quien también mantuvo su nombre original en las traducciones al castellano del manga, pero que en el anime recibía el nombre de "Songohanda".
En cuanto a los actores, para la voz de Goku se convocó a José Antonio Gavira Cortés. De los cuatro actores que pusieron voz en castellano al personaje en su versión adulta, Gavira fue quien retuvo al personaje durante más tiempo. El resto del reparto se mantuvo más o menos intacto con respecto a la serie original, incluyendo actores que llevaban tiempo apartados del mundo del doblaje. El ejemplo más representativo fue Mariano Peña, voz del personaje de Kame Sennin. Peña puso voz al personaje durante casi todo el recorrido de la serie, pero para 2014 ya se había convertido en una cara conocida para el público español como actor de series de televisión. Sin embargo, Selecta Visión consiguió recuperarle expresamente para que vuelva a interpretar al personaje.
De las escasas ausencias, la más notoria fue el actor de Piccolo, Antonio Inchausti, quien falleció durante la década de los 2000. El encargado de ocupar su puesto fue Luis Fernando Ríos, actor que ya dobló al personaje en sus primeras apariciones hasta que fue sustituido poco después por Inchausti.
Los otros doblajes hechos en España fueron el catalán, el euskera y el valenciano (este último se realizó específicamente para la versión extendida) siendo los repartos de actores de las versiones catalana y valenciana esencialmente los mismos de las versiones de Dragon Ball Z en estos idiomas, en tanto que la versión en euskera hizo uso de su reparto de Dragon Ball Z Kai. Posteriormente, un doblaje en gallego del filme fue realizado para su estreno en TVG2 el 12 de marzo de 2017, siendo exclusivo de dicha cadena, puesto que no se encuentra en las ediciones en formato físico de Selecta Visión.

## Reparto
| Personaje               | Seiyū             | Doblaje (Hispanoamérica) | Doblaje (España)    |
| ----------------------- | ----------------- | ------------------------ | ------------------- |
| Son Gokū                | Masako Nozawa     | Mario Castañeda          | José Antonio Gavira |
| Vegeta                  | Ryō Horikawa      | René García              | Alberto Hidalgo     |
| Son Gohan               | Masako Nozawa     | Luis Alfonso Mendoza (†) | Alejandro Albaiceta |
| Beerus                  | Koichi Yamadera   | José Luis Orozco         | Manolo Solo         |
| Wiss                    | Masakazu Morita   | Arturo Castañeda         | Paco Cardona        |
| Piccolo                 | Toshio Furukawa   | Carlos Segundo           | Luis Fernando Ríos  |
| Bulma                   | Hiromi Tsuru (†)  | Rocío Garcel             | Nonia de la Gala    |
| Son Goten               | Masako Nozawa     | Laura Torres             | Ana Fernández       |
| Trunks                  | Takeshi Kusao     | Gaby Willer              | Pilar Valdés        |
| Krilin                  | Mayumi Tanaka     | Eduardo Garza            | Ángeles Neira       |
| Gotenks                 | Masako Nozawa     | Laura Torres             | Ana Fernández       |
| Gotenks                 | Takeshi Kusao     | Gaby Willer              | Pilar Valdés        |
| Número 18               | Miki Itō          | Cristina Camargo         | Ana Fernández       |
| Chichi                  | Naoko Watanabe    | Patricia Acevedo         | Julia Oliva         |
| Kame Sennin             | Masaharu Satō     | Miguel Ángel Sanromán    | Mariano Peña        |
| Videl                   | Yuko Minaguchi    | Carola Vázquez           | Mercedes Hoyos      |
| Mr. Satán               | Unshō Ishizuka    | Ricardo Brust            | Jorge Tomé          |
| Yamcha                  | Tōru Furuya       | Ricardo Mendoza          | David Arnaiz        |
| Ten Shin Han            | Hikaru Midorikawa | Ismael Larumbe           | Daniel Palacios     |
| Kaio-Sama               | Jōji Yanami       | Héctor Lee               | Mauro Rivera        |
| Bubbles                 | Takahiro Fujimoto | Ernesto Lezama           | Alberto Hidalgo     |
| Supremo Kaio-Shin       | Yūji Mitsuya      | José Gilberto Vilchis    | David Arnaiz        |
| Chaoz                   | Hiroko Emori      | Patricia Acevedo         | Inma Font           |
| Oolong                  | Naoki Tatsuta     | Arturo Mercado           | Rafa Torres         |
| Puar                    | Naoko Watanabe    | Cristina Camargo         | Pilar Valdés        |
| Ox Satan                | Ryūzaburō Ōtomo   | Mario Sauret             | Jorge Tomé          |
| Majin Boo               | Kōzō Shioya       | Mario Sauret             | Daniel Palacios     |
| Dende                   | Aya Hirano        | Javier Olguín            | Inma Font           |
| Pilaf                   | Shigeru Chiba     | Yamil Atala              | María José Roquero  |
| Mai                     | Eiko Yamada       | Susana Moreno            | Ana Soto            |
| Shu                     | Tesshō Genda      | Miguel Ángel Leal        | Mercedes Hoyos      |
| Pez Oráculo             | Shōko Nakagawa    | Alondra Hidalgo          | Ana Soto            |
| Shen-Long               | Kenji Utsumi      | Abel Rocha (†)           | Jorge Tomé          |
| Mujer Policía           | Kaori Matsumoto   | Mayra Arellano           | Mercedes Hoyos      |
| Viejo Supremo Kaio-sama | Ryōichi Tanaka    | Ernesto Lezama           | Alberto Hidalgo     |
| Narrador (tráiler)      | Jōji Yanami       | José Lavat (†)           | Jorge Tomé          |
| Títulos                 |                   | José Lavat (†)           | Jorge Tomé          |

Créditos técnicos (México)

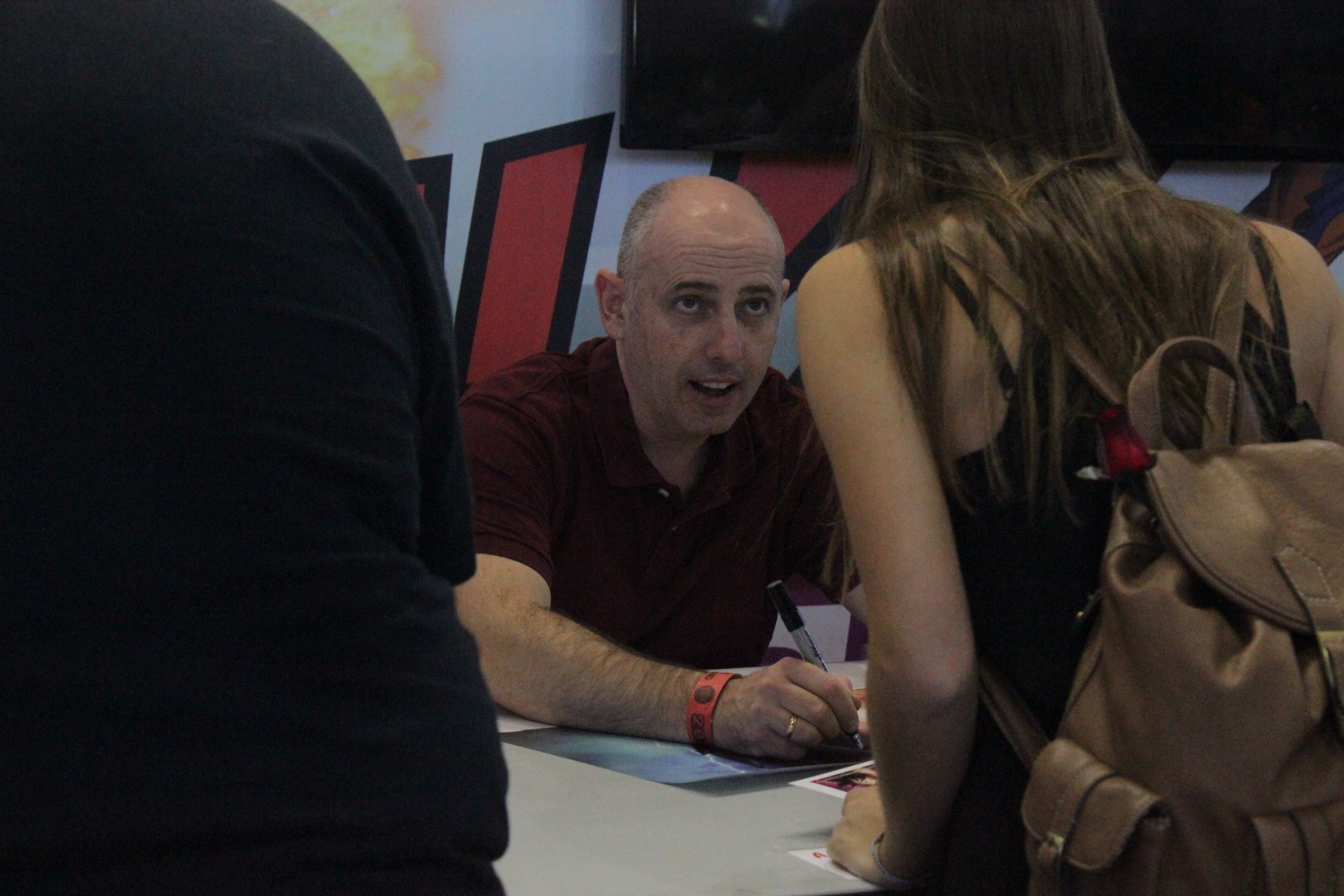
Alberto Hidalgo, doblador de Vegeta en la versión de España.

- Estudio de Doblaje: New Art Dub, México, D. F.
- Director de Doblaje: Eduardo Garza
- Traductor: Jesús Vallejo
- Adaptación al castellano: Jesús Vallejo y Eduardo Garza
- Dirección musical: Ricardo Silva
- Estudio de mezcla: Producciones Grande
- Ingeniero de grabación: Óscar Galván
- Ingeniero de mezcla: Manuel Rodríguez
- Supervisión de producción: Óscar Galván
- Editor de diálogos: Iván Rodríguez
- Producción ejecutiva: Magdalena Questa
- Mánager de producción: Beatriz Árias
- Producción de Doblaje: Diamond Films

Créditos técnicos (España)
- Estudio de Doblaje: Factoría de Ruidos, Sevilla
- Director de Doblaje: Mercedes Hoyos
- Traductor: Paco Galindo
- Adaptación al castellano: Mercedes Hoyos
- Grabación y mezcla de Diálogos: Guillermo Ramos
- Producción de Doblaje: Selecta Visión

## Estrenos en otros países
Norihito Sumitomo (el compositor de la banda sonora del filme) anunció el 29 de marzo que hay planes para lanzar la película en más de 40 países del mundo.
- En España la película se estrenó en salas de cine el 19 de junio de 2014, distribuida por Selecta Visión, en colaboración con Alfa Pictures y 20th Century Fox.
- En Estados Unidos, la distribución estuvo a cargo de la 20th Century Fox.
- En Hispanoamérica, 20th Century Fox designó a la distribuidora Diamond Films.

## Recepción
Dragon Ball Z: La batalla de los dioses recibió críticas positivas por parte de la crítica y por parte de la audiencia y los fanes. En el sitio web Rotten Tomatoes la película tiene una aprobación de 88%, basada en 8 reseñas, con una calificación promedio de 6.5/10, mientras que de parte de la audiencia tiene una aprobación de 80%, basada en más de 5000 votos, con una puntuación de 4.0/5.
En el sitio web IMDb tiene una calificación de 7.1 basada en 28 448 votos. En la página Anime News Network posee una puntuación aproximada de 7.2 (buena), basada en 321 votos, mientras que en MyAnimeList tiene una calificación de 7.4, basada en más de 139 956 votos.

## Música
Las canciones fueron adaptadas al inglés, y las conservan las ediciones en castellano (Español/España)[cita requerida]
- Ending: "Cha-la-head-cha-la" (versión en inglés en Latinoamérica) interpretado por Flow.
- Tema inserto: "HERO ～希望の歌～" (lit. en español: "Héroe ～Canto de esperanza～") interpretado por Flow.